# Boston-Tiegelpresse

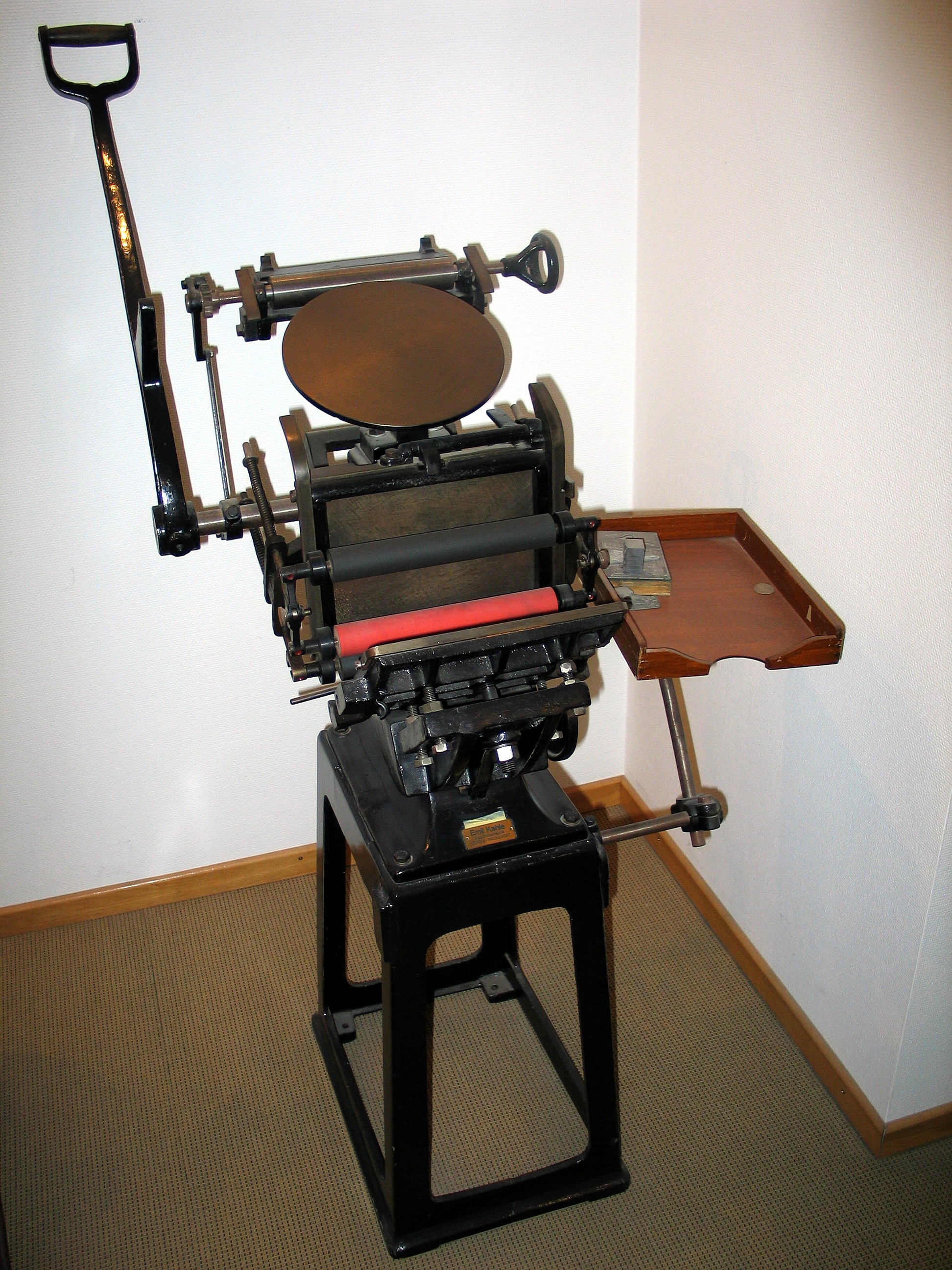
Boston-Tiegel der Firma Emil Kahle, Maschinenfabrik, Leipzig-Paunsdorf

Boston-Tiegel

Die Bostonpresse ist eine hand-, fuß- oder motorbetriebene Tiegeldruckpresse für den Buchdruck. 

## Geschichte
Beim Bostontiegel schwingt ein Druck-Tiegel (T) um eine Welle und klappt am Druckpunkt gegen ein feststehendes, senkrechtes Fundament (F), das die Druckform trägt.
Daher muss der Drucker, im Gegensatz zum zwangsweise parallel ausgerichteten Gallytiegel,  über präzise Zurichtung des Aufzuges und exakte Druckeinstellung den gleichmäßigen Ausdruck über die gesamte Form gewährleisten.
Das Prinzip des Tiegels mit feststehendem senkrechtem Fundament wurde in Boston von J. Golding um 1850 entwickelt. Zuvor hatte – auch in Boston – bereits 1830 Isaac Adams eine Presse mit frei schwingendem Tiegel, der gegen ein liegendes Fundament arbeitete, erfunden. Am 2. März 1836 ließ Adams diese Maschine mit Transmissionsantrieb für Dampfkraft patentieren.
Der Bostontiegel ist die erfolgreichste Tiegeldruckmaschine geworden. Allein der Marktführer in diesem Segment, Heidelberger Druckmaschinen, gibt im Jahr 2000 an, dass etwa 400.000 seiner Tiegel weltweit noch laufen, obwohl schon 1985 die Produktion endete.
Bedeutendste Vertreter dieses Konstruktionsprinzips sind
- der Original Heidelberger Tiegel (OHT)
- Tiegeldruckpresse Diamant von Hogenforst, Leipzig
- „Tip-Top“ vom Johne-Werk, Bautzen

## Andere Tiegelpressen
- Gordon-Tiegelpresse
- Liberty-Tiegelpresse